# Warner Bros.-Seven Arts

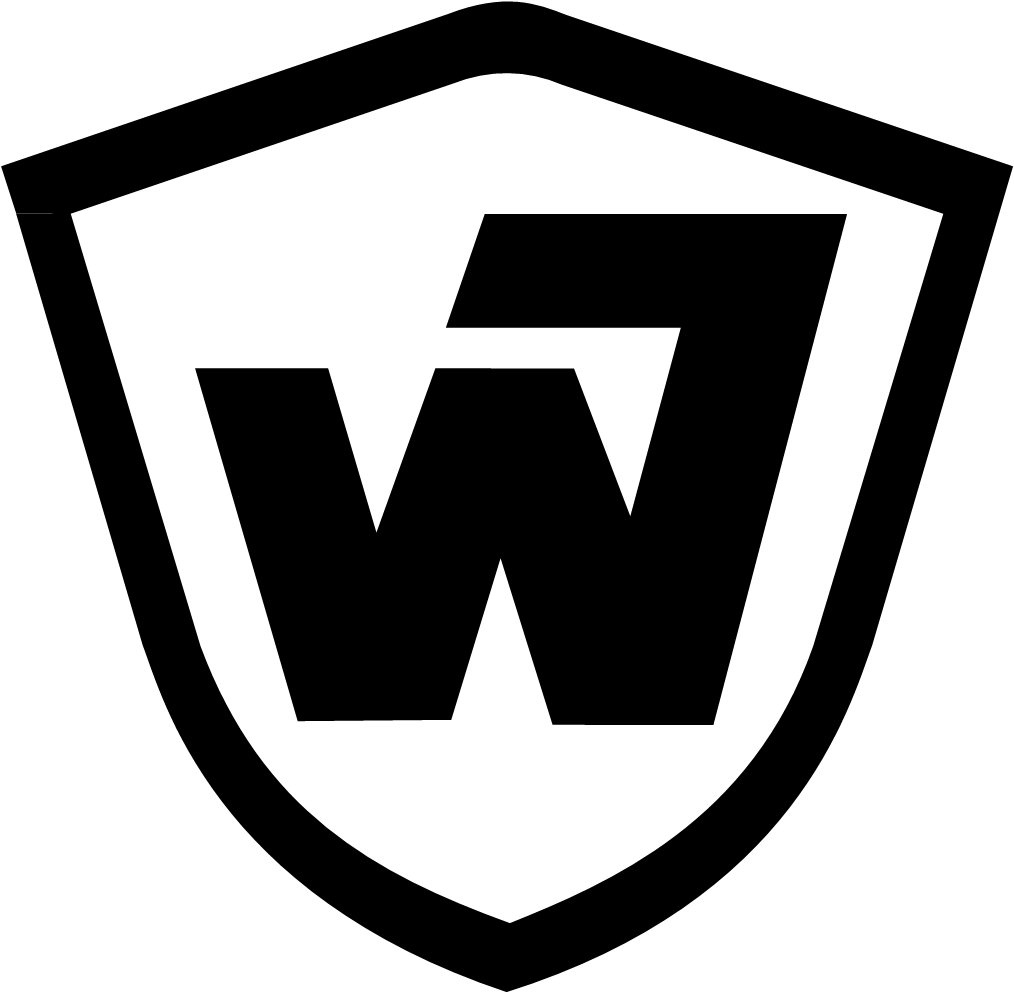
Logo Warner Bros.-Seven Arts

Warner Bros.-Seven Arts foi uma empresa de entrenimento de 1967 a 1970.

## História
Warner Bros.-Seven Arts começou quando a Seven Arts Productions adquiriu participação de Jack L. Warner na Warner Bros. por US $ 32 milhões de dólares fundiu-se com ela.
A aquisição incluiu os curtas em preto e branco de Looney Tunes e as gravadoras Warner Bros Records, mais Reprise Records. Mais tarde, naquele mesmo ano, a Warner Bros.-Seven Arts comprou a Atlantic Records. Essas gravadoras foram combinados em 1970 com duas outras aquisições (Elektra Records e seu selo irmão, Nonesuch Records) em uma nova holding, Warner-Elektra-Atlantic, sob a direção de Mo Ostin e Joe Smith.
Warner Bros.-Seven Arts foi adquirida em 1969 pela Kinney National Company, quem tirou "Seven Arts" do nome da empresa, restabelecendo-o como Warner Bros. Devido a um escândalo financeiro sobre as suas operações de, Kinney National separou sua ativos em 1972 (como National Kinney Corporation) e mudou seu nome para a Warner Communications Inc..